# مت هیگ
مت هیگ (زادهٔ ۳ ژوئیه ۱۹۷۵) نویسنده و روزنامه‌نگار انگلیسی است. او در شفیلد به دنیا آمد و دانش‌آموختهٔ رشته‌های زبان انگلیسی و تاریخ از دانشگاه هال است. او هم کتاب‌های داستانی و هم غیرداستانی را برای کودکان و بزرگسالان نوشته‌است، که اغلب در قالب داستانی حدسی است. او با بیماری افسردگی گریبان گیر بوده و در آثارش به این موضوع توجه ویژه دارد. دلایلی برای زنده ماندن و کتابخانه نیمه‌شب از آثار شناخته‌شدهٔ او هستند.